# إدواردو بيريز
إدواردو بيريز (بالإسبانية: Eduardo Pérez)‏ هو سباح مكسيكي، ولد في 6 مارس 1957.

## وصلات خارجية
- إدواردو بيريز على موقع أوليمبيديا (الإنجليزية)